# Дом С. Миткевич
Дом Софьи Миткевич — памятник архитектуры и истории во Владикавказе, Северная Осетия. Выявленный объект культурного наследия России и культурного наследия Северной Осетии. Находится в историческом центре города на улице Ленина, д. 31.
Одноэтажное кирпичное здание с полуподвальными помещениями было построено в конце XIX века по заказу собственницы Софьи Миткевич.
В 1918 году в этом здании некоторое время находилось Английское консульство, которое эвакуировалось из Тифлиса, когда в Грузию вошли германские военные подразделения. Во Владикавказ также из Грузии эвакуировалось Английская военная миссия, которой было предоставлено здание на Евдокимовской улице.
Над правым входом находится вензель бывшей владелицы в виде буквы «М».